# Eurysthénès
Dans la mythologie grecque, Eurysthénès (en grec ancien Εὐρυσθένης), fils d'Aristodème et d'Argie, est le frère jumeau de Proclès et un des Héraclides. Il est élevé par son oncle maternel Théras.
Après la reconquête du Péloponnèse par les Héraclides, à la suite d'un oracle de la Pythie, il reçoit en partage avec son frère le territoire de Sparte. Il est le père d'Agis Ier (conçu avec Anaxandra), fondateur de la dynastie royale des Agiades.

## Sources
- Pseudo-Apollodore, Bibliothèque [détail des éditions] [lire en ligne] (II, 8).
- Hérodote, Histoires [détail des éditions] [lire en ligne] (IV, 147 ; VI, 51–52 ; VII, 204).
- Pausanias, Description de la Grèce [détail des éditions] [lire en ligne] (III, 1–2).